# Útok sarinem v tokijském metru
Útok sarinem v tokijském metru (japonsky: 地下鉄サリン事件, Čikatecu sarin džiken) byl teroristický útok spáchaný členy kultu Óm šinrikjó 20. března 1995 v japonském hlavním městě Tokio. Při sérii koordinovaných útoků během ranní špičky vypustili pachatelé sarin na pěti místech v tokijském metru. Při útoku bylo zabito 12 lidí, 50 vážně zraněno a téměř 5000 mělo problémy se zrakem.
Útok byl do požáru budovy Mjódžó 56 v roce 2001 nejfatálnějším incidentem v Japonsku od konce druhé světové války.

## Průběh útoku
Útok sestával z 5 koordinovaných činů: v 5 různých soupravách na třech linkách Čijoda, Marunouči a Hibija byl vypuštěn plyn.
V pondělí 20. března 1995 se vydalo 5 členů sekty Óm šinrikjó do tokijského metra s plastovými kapslemi zabalenými v novinách, které obsahovaly 900 ml tekutého jedu sarin. Čtyři pachatelé nesli po dvou sáčcích a jeden nesl tři. Během ranní špičky v jednom z nejfrekventovanějších systémů metra na světě propíchli sáčky ostrou špicí deštníku. Linky a stanice byly předem vybrány a po propíchnutí vaků pachatelé vystoupili ze souprav a na konkrétních stanicích je čekali komplicové, kteří zajistili jejich odvoz. Tekutý sarin mezitím vytékal na podlahu vlaků a provoz metra fungoval normálně až do doby, dokud nezačali mít cestující problémy. Z některých souprav personál metra vyhodil propíchnuté sáčky a postaral se o zraněné, avšak jedna souprava s rychle se odpařujícím sarinem na podlaze pokračovala dál. O pár stanic dále byl provoz ukončen a cestující evakuováni.
V jednom z vagonů nebyla jedna ze dvou kapslí propíchnuta a druhá naštěstí jen velmi špatně, což mělo za následek jen velmi pomalé uvolňování sarinu.
Nízký počet obětí byl ovlivněn nízkou čistotou sarinu (jen 30%, navíc se zápachem z nečistot) a zanedbáním příprav na zvýšení odparu sarinu, popřípadě mylnou představou útočníků o velmi vysoké těkavosti sarinu.
V další soupravě byla kapsle propíchnuta několikrát, a tak cestující velmi rychle zdroj plynu identifikovali, načež byla kapsle vykopnuta jedním pasažérem ven na nástupiště stanice, kde právě vlak stál. O 4 stanice byl vlak zastaven úplně, protože cestující stiskli nouzové tlačítko, když vlak projížděl tunelem.

## Následky
Při útoku zemřelo 12 cestujících a pracovníků metra, tisíce lidí však potřebovalo lékařské ošetření. Mnozí byli velmi vážně zasaženi, ale většina měla jen lehká zranění, např. dočasné oslepnutí nebo dýchací problémy.

## Pachatelé
Pět mužů, kteří propíchli kapsle s jedem, a další, kteří jim pomáhali s odvozem, byli členy sekty Óm šinrikjó. Pachatelé, i jejich řidiči byli odsouzeni buď na doživotí nebo k trestu smrti.
K trestu smrti byl odsouzen i vůdce sekty Šókó Asahara (* 1955). Téměř nevidomý Asahara svým učením oslovil tisíce lidí nejen v Japonsku. Mnozí z nich byli vysoce vzdělaní (i na prestižních univerzitách). V roce 2004 ho soud po několikaletém procesu odsoudil na smrt a to i kvůli dalším zločinům. Poprava Asahary a 6 dalších pachatelů byla provedena 6. července 2018.